# 5712 Funke
5712 Funke è un asteroide della fascia principale. Scoperto nel 1979, presenta un'orbita caratterizzata da un semiasse maggiore pari a 2,7729199 UA e da un'eccentricità di 0,1651408, inclinata di 8,58477° rispetto all'eclittica.